# Lucia Pamela
Lucia Pamela (Saint Louis, 1º maggio 1904 – Los Angeles, 25 luglio 2002) è stata una cantante e musicista statunitense, conosciuta per essere stata una capobanda, per aver inciso un album e per aver creato un album da colorare.

## Biografia
Pamela studiò al "Beethoven Conservatory of Music and Voice" in Germania. Fece parte del "Ziegfeld Follies" di Florenz Ziegfeld dopo il suo ritorno in America. Venne nominata Miss St. Louis nel 1926.
Divenne la capobanda di tutte le orchestre femminili e della house band Odeon Theatre, e condusse alcuni programmi radiofonici come The Encouragement Hour e Gal About Town.
Incise un solo album nel 1969, intitolato Into Outer Space with Lucia Pamela, le cui canzoni parlavano di un immaginario viaggio sulla luna.
Lei creò anche un album da colorare chiamato Into Outer Space with Lucia Pamela in the Year 2000. Nel 1994, la band Stereolab registrò un tributo per lei, International Colouring Contest, nel loro album Mars Audiac Quintet.
Lucia Pamela morì il 2002, all'età di 98 anni, a Los Angeles.
Nello stesso anno, Tom Kushner scrisse un breve dramma su Lucia Pamela intitolato Flip Flop Fly. Lo spettacolo immaginava Pamela che incontrava la Regina d'Albania Geraldine sulla luna.

## Discografia
- 1969: Into Outer Space with Lucia Pamela